# Kowscha
Die Kowscha (russisch Ковжа) ist ein Zufluss des Weißen Sees im Nordwesten der Oblast Wologda im europäischen Norden von Russland.
Die Kowscha fließt vom westlichen Ende des Kowschskoje-Sees etwa 10 km in westlicher Richtung, bevor sie auf den Wolga-Ostsee-Kanal trifft. Der restliche Flusslauf in südlicher Richtung zum Nordufer des Weißen Sees ist deckungsgleich mit dem Wolga-Ostsee-Kanal. Wichtigster Nebenfluss der Kowscha ist die Tumba von rechts. Die Flusslänge beträgt 86 km². Das Einzugsgebiet umfasst 5000 km².   